# 无品吉他

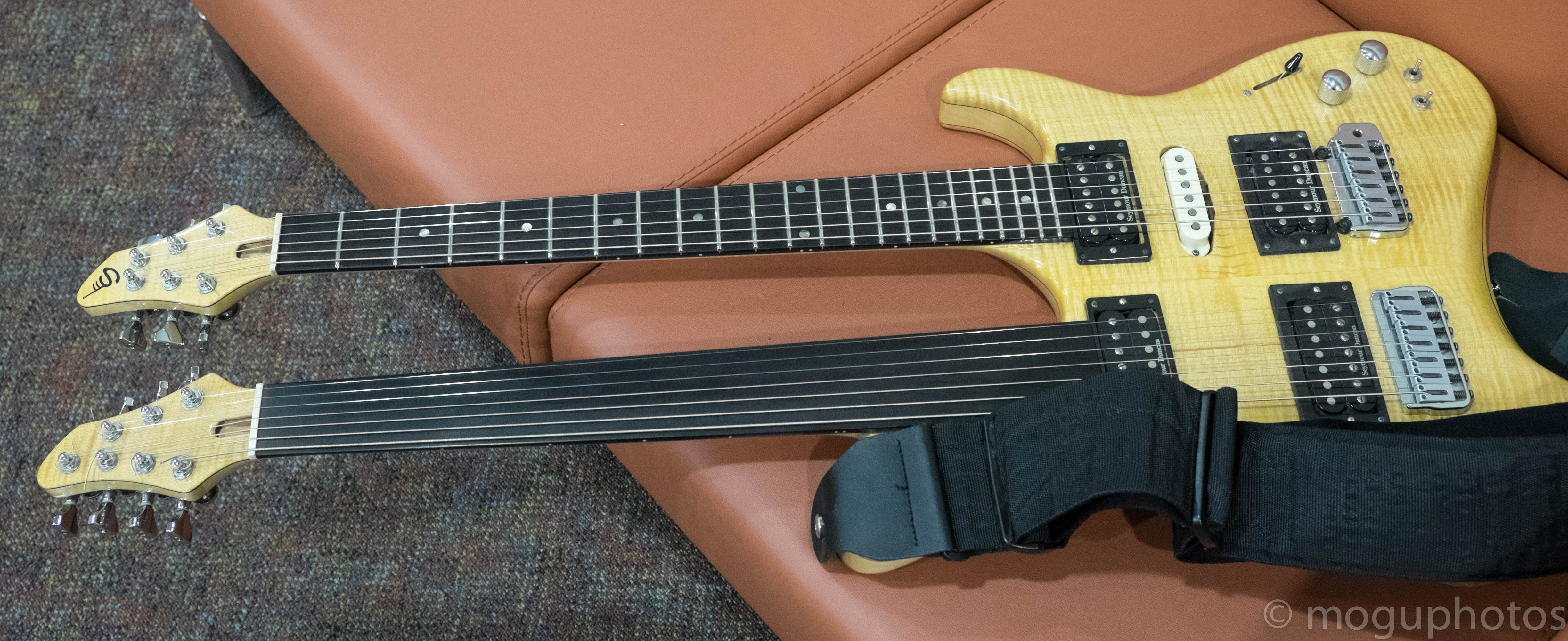
一把双头电吉他，其中一侧没有品丝

無品吉他（英語：Fretless guitar），也就是沒有琴衍的吉他，指法是直接在指板上的特定位置按壓琴弦。
一支“有品指板”的弦樂器就是在指板上嵌入琴衍，因此有沒有品，在指法上幾乎是沒什麼差異的，但也有些地方有分別：
- 由於在無品吉他上沒有琴衍，所以在指法上需要更精確的定位。
- 在聲音的共振上兩者有些差異，所以無品吉他需要較特殊的拾音器才能得到同等的音量。
- 無品吉他在滑音的過程中表現得更自然，而且不會有聲音的斷層。然而由於無品吉他的聲音過小，在大多數的西方音樂中較為少見，無品電吉他也並不普及。另一方面，無品貝斯卻有很高的人氣，相當普遍。無品電貝斯在爵士樂、放克及節奏藍調音樂中特別的受歡迎。

## 引用
1. ↑  刘毓敏等编著. . 北京：国防工业出版社. 2003年1月: 232. ISBN 7-118-03037-6.